# Турецкая Республика Северного Кипра
Турецкая Республика Северного Кипра, ТРСК (тур. Kuzey Kıbrıs Türk Cumhuriyeti, KKTC, также иногда используется сокращённо-нейтральное название Северный Кипр, тур. Kuzey Kıbrıs) — частично признанное государство, занимающее северную треть острова Кипр, расположенного в границах Республики Кипр. Признана только Турцией и сильно зависит от её экономической, политической и военной поддержки. Турция размещает в Северном Кипре контингент своих войск при поддержке ТРСК; Республика Кипр и ООН считают его оккупационной силой. Республика входит в Организацию исламского сотрудничества и Организацию тюркских государств как наблюдатель.
Население Турецкой Республики Северного Кипра составляет около 294 906 человек, проживающих на площади 3355 км² (включая небольшой полуэксклав Коккина (тур. Erenköy). Подавляющее большинство населения — этнические турки, представляющие две общины: местные турки-киприоты (около половины) и анатолийские турки, переселенцы из Турции. Проживают также остатки удержавшихся в своих анклавах греков-киприотов и ливанцев-маронитов. Столицей ТРСК является город Лефкоша (фактически северная часть Никосии, разделённой между Республикой Кипр и ТРСК).
ТРСК отделена от остальной части Кипра буферной зоной. Линию, разделяющую остров на два сектора (так называемая «Зелёная линия» — англ. Green Line), охраняет контингент ВС ООН по поддержанию мира на Кипре (UNFICYP — сокр. от англ. United Nations Peacekeeping Force in Cyprus).

## История
1960 год — создание Республики Кипр. Республика Кипр создана после предоставления острову независимости от Великобритании. Греческой и турецкой общинам были предоставлены равные возможности участия в управлении новым государством. Им были выделены места в правительстве и гражданских институтах власти. Гарантами существования нового государства, в соответствии с Договором 1960 года о гарантиях, стали Великобритания, Греция и Турция.
1963 год — межобщинный конфликт и конституционный кризис. В декабре 1963 года на Кипре произошёл правительственный кризис. Одновременно до крайности обострились отношения между греками-киприотами и турками-киприотами. Турки-киприоты лишились правительственных постов. В ходе развития конфликта турки, проживавшие в сельских районах, оказались блокированы греками в местах компактного проживания. Такое положение длилось 11 лет, вплоть до раздела острова. В этот период между общинами происходили многочисленные столкновения. Несколько раз Турция и Греция оказывались на грани войны, особенно во время инцидента в городе Коккина.
1967 год — Греки атаковали турецкие районы на юге острова. Позже турки-киприоты образовали официальную «Временную турецкую администрацию», объявив о непризнании всех законов, изданных в Республике Кипр с конца 1963 года.
1974 год — Переворот и турецкое вторжение. 15 июля 1974 года, при поддержке греческой военной хунты, на острове произошёл военный переворот: Президент Макариос III был отстранён от власти, а контроль над островом перешёл к Никосу Сампсону, представителю греческой подпольной организации ЭОКА-Б (выступавшей за присоединение Кипра к Греции — энозис). Воспользовавшись положениями Договора 1960 года и под предлогом восстановления конституционной власти, на Кипр вторглись турецкие войска. Фактически силовая акция привела к разделу острова, а уже вторичным является то, что вследствие этого случилось падение греческой военной хунты и восстановление  Макариоса у власти. Остров Кипр оказался разделённым на Север, контролируемый турками-киприотами, и Юг, контролируемый греками-киприотами.
1975 год — от федерации к независимости. По условиям мирного соглашения предполагалось создание федеративной республики и в 1975 году было самопровозглашено Турецкое Федеративное Государство Северного Кипра (тур. Kıbrıs Türk Federe Devleti), формально как часть федерации, но с оговорками, что следует федерацию пересмотреть и привести её конституцию к согласию с de facto сложившимся положением. Эта идея не нашла поддержки ни у Республики Кипр, ни у международного сообщества.
После 8 лет переговоров с Республикой Кипр Турецкое Федеративное Государство Северного Кипра объявило в 1983 году о своей «независимости от Кипра». Новое государство стало называться Турецкой Республикой Северного Кипра (ТРСК). Декларация независимости Турецкой Республики Северного Кипра, впрочем, была отклонена ООН.
На референдуме 5 мая 1985 года большинством в 70,2 % была принята Конституция Турецкой Республики Северного Кипра.

## Административно-территориальное деление

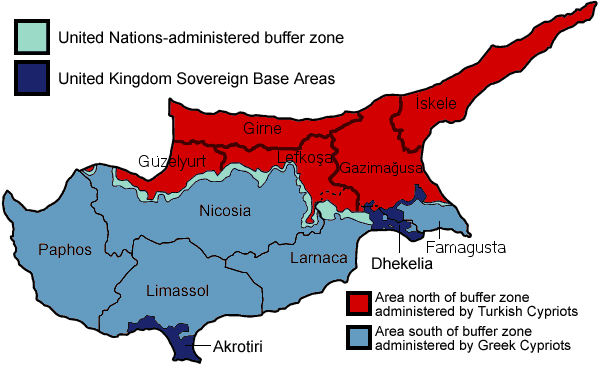
Административное деление Турецкой Республики Северного Кипра (красный цвет) и Республики Кипр (синий цвет), а также британские военные базы Акротири и Декелия (тёмно-синий цвет) и буферная зона безопасности (голубой цвет)

Турецкая Республика Северный Кипр делится на 5 районов, или ильче́ (тур. ilçe):
| Районы                         | Население (2006) | Административный центр | Греческое название административного центра | Население (2006) |
| ------------------------------ | ---------------- | ---------------------- | ------------------------------------------- | ---------------- |
| Лефкоша (Lefkoşa)              | 85 579           | Лефкоша                | Лефкосия (Никосия) / Λευκωσία               | 49 721           |
| Газимагуса (Gazimağusa)        | 64 269           | Магуса                 | Амохостос (Фамагуста) / Αμμόχωστος          | 35 453           |
| Гирне (Girne)                  | 62 158           | Гирне                  | Кирения / Κερύvεια                          | 26 067           |
| Гюзельюрт (Güzelyurt (Omorfo)) | 31 116           | Гюзельюрт              | Морфу / Μορφου                              | 13 334           |
| Искеле (İskele)                | 21 978           | Искеле                 | Трикомо / Τρίκωμο                           | 3977             |

## Политическая система
Согласно Конституции ТРСК, она представляет собой демократическую республику, управляемую президентом, избираемым на пятилетний срок. Законодательный орган — Республиканское собрание (тур. Cumhuriyet Meclisi), состоящее из 50 членов, выбираемых посредством пропорциональных выборов в пяти избирательных округах.
На выборах в феврале 2005 года Республиканская турецкая партия, (тур. Cumhuriyetçi Türk Partisi, CTP) выступающая за воссоединение Кипра, заняла наибольшее количество мест в парламенте, но не сумела достичь подавляющего большинства.
В конце сентября 2006 года президент ТРСК Мехмет Али Талат утвердил решение о создании нового правительства, которое возглавил лидер Республиканской турецкой партии Ферди Сабит Сойэр. Кабинет министров ТРСК сформирован на основе коалиции Республиканской турецкой партии и Партии свободы и реформ.
19 апреля 2009 года состоялись очередные парламентские выборы, на которых победу одержала консервативная оппозиционная Партия национального единства (UBP, лидер — Дервиш Эроглу), получившая более 44 % голосов. Республиканская турецкая партия (CTP) набрала около 30 процентов. Демократическая партия (DP) получила чуть более 10 % голосов, а две более мелкие партии поделили между собой оставшиеся голоса.
В апреле 2010 года на президентских выборах победил кандидат консервативной Партии национального единства (ПНЕ) Дервиш Эроглу.
В 2015 году Эроглу не смог переизбраться на второй срок, проиграв беспартийному кандидату Мустафе Акынджы, который выступал за объединение Кипра.
В октябре 2020 года Мустафа Акынджы проиграл выборы бывшему премьер-министру ТРСК Эрсину Татару из ПНЕ.

## Население
Последняя официальная перепись населения Северного Кипра, проведённая 4 декабря 2011 года, установила, что на севере проживает 286 257 человек. Статистический институт ТРСК в 2021 году подсчитал, что население ТРСК составляет 382 836 человек. Однако по косвенным данным постоянное население Северного Кипра, включая значительное число иностранных граждан, может быть намного выше.
Согласно отчёту BTHK за 2023 год, количество активных абонентов мобильных сетей в ТРСК составило 777 714 человек.
По состоянию на 25 июня 2023 года количество избирателей на Северном Кипре составило 210 121 человек.

## Международный статус

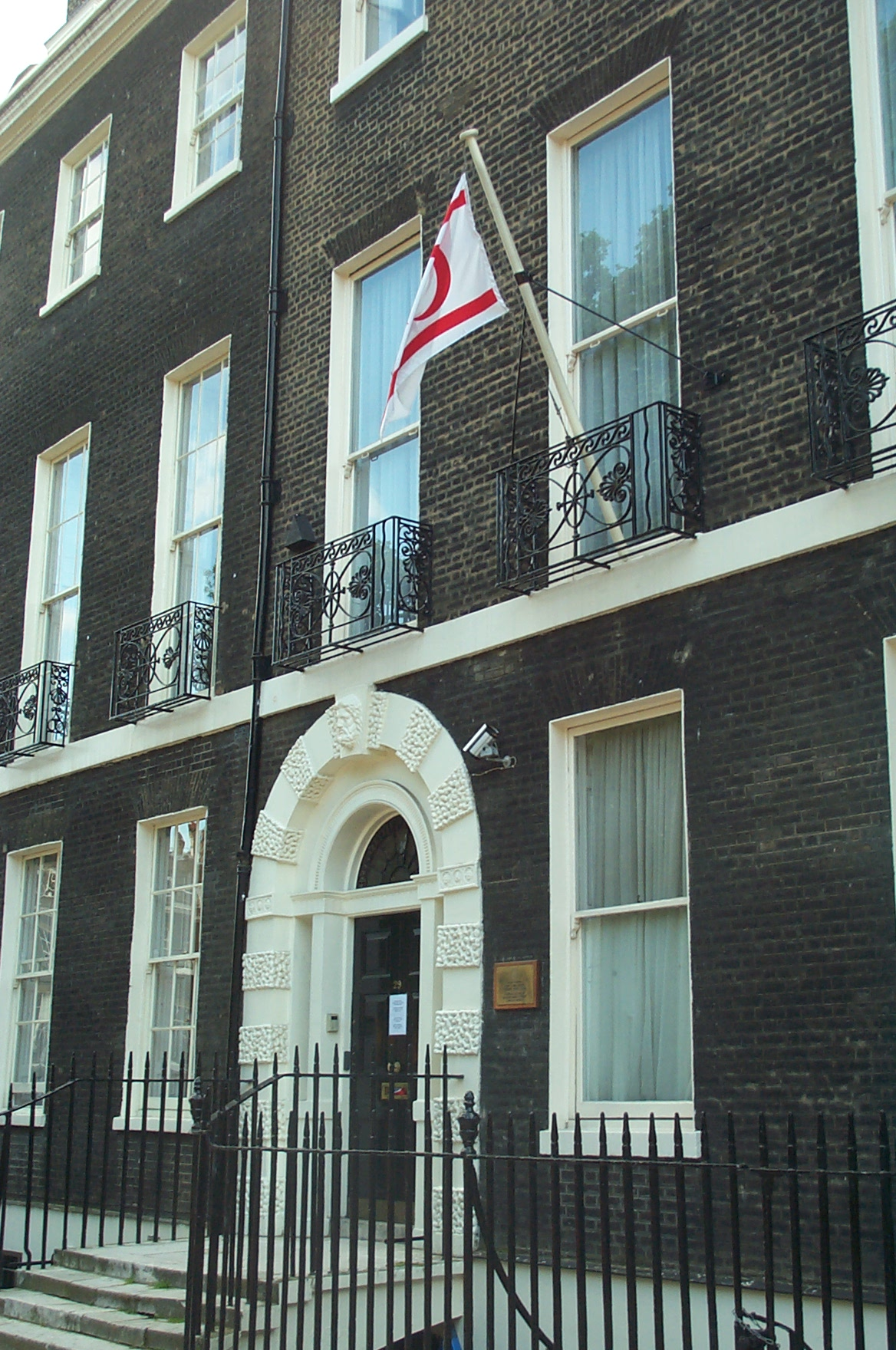
Представительство ТРСК в Великобритании

Ни одно государство мира, за исключением Турции, официально не признаёт Турецкую Республику Северного Кипра как независимое государство. В 1983 году Пакистан и Бангладеш признали ТРСК, но после резолюции Совета Безопасности ООН 541 и международного давления они отозвали свои признания. Организация Исламская конференция предоставила ТРСК статус части федеративного государства (англ. constituent state) и наблюдателя. В мае 2019 года Турция призвала Тюркский совет также предоставить ТРСК статус наблюдателя.
В октябре 2022 года, Мария Захарова, представитель МИД России, ещё раз подтвердила российскую позицию в этом вопросе следующим образом: "(мы) Привержены резолюциям Совета Безопасности ООН, в том числе 541 (1983) и 550 (1984), которые предписывают всем членам мирового сообщества «не признавать никакое кипрское государство, кроме Республики Кипр».

### Переговоры об объединении
Переговоры об объединении острова идут уже давно, но пока не принесли плодов. Последняя попытка провалилась на референдуме, который прошёл на острове под эгидой ООН 26 апреля 2004 года. Против конкретного плана проголосовали 75 % греков-киприотов, в отличие от турок-киприотов, большинство из которых поддержали объединение на основе плана, предложенного Генеральным секретарём ООН Кофи Аннаном.
План кипрского урегулирования, предложенный ООН (План Аннана — англ. Annan Plan), предусматривал создание на острове двухобщинного и двухзонального государства вместо единой Республики Кипр. По этому плану Турция получала право сохранить свой военный контингент на острове. Более того — предусматривалось юридическое узаконивание договоров, заключённых ранее Турецкой Республикой Северного Кипра и Турцией, которые, в частности, давали турецким войскам право использовать все кипрские гавани, производить передвижения по всему острову и выполнять полёты турецких ВВС над всей территорией Кипра. Турецкая сторона получала бы право вето в объединённом правительстве Кипра. При этом все госструктуры объединённого Кипра на 95 % должны были финансироваться греческой стороной. Ограничивались права греков на операции с собственностью в северной части острова до тех пор, пока уровень жизни двух общин не сравняется.

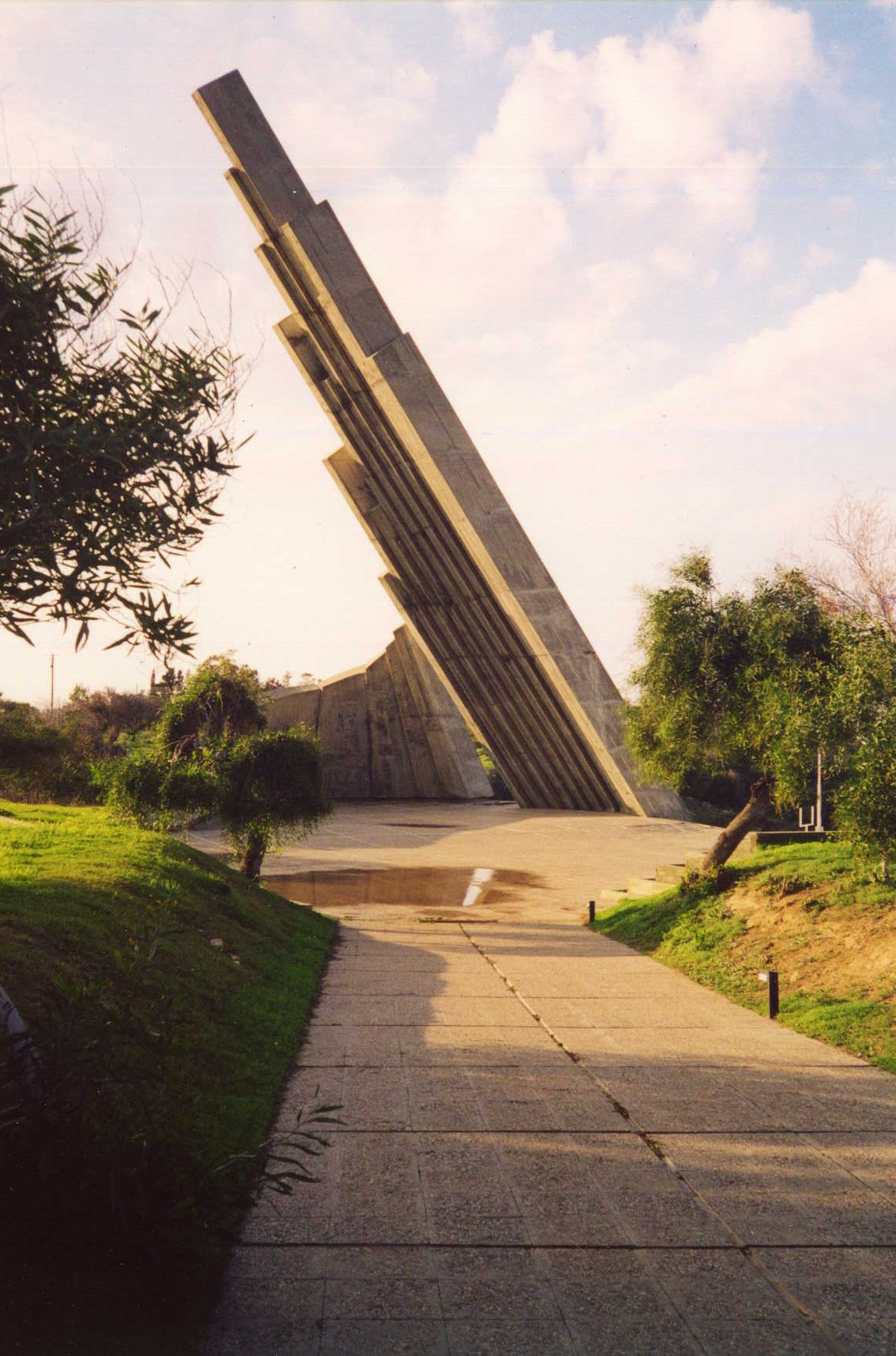
Монумент операции «Аттила» (вводу турецких войск на Кипр в 1974 году)

После избрания президентом Деметриса Кристофиаса, с сентября 2008 года между двумя общинами начался переговорный процесс по воссоединению острова. Президенты Деметрис Кристофиас и Мехмет Али Талат возглавили эти переговоры. За основу был взят план Аннана. Переговоры длились уже более полутора лет, и на протяжении этого времени было согласовано большинство спорных вопросов.
18 апреля 2010 года были проведены выборы на пост президента ТРСК. Основными соперниками на этих выборах были консерватор Дервиш Эроглу от Партии национального единства и действующий президент Мехмет Али Талат. После проведения первого тура выборов и предварительного подсчёта голосов победу со значительным перевесом одержал Дервиш Эроглу, который набрал 50,38 % голосов. Мехмет Али Талат набрал 42,8 %. После своей победы на выборах Дервиш Эроглу объявил о своей готовности продолжить переговоры по решению Кипрской проблемы. Он пообещал, что будет сформирована новая команда и переговоры продолжатся со второй половины мая.
В феврале 2014 года на территории заброшенного аэропорта Никосии прошла встреча между президентом Кипра Никосом Анастасиадиасом и президентом ТРСК Дервишем Эроглу. В совместном коммюнике стороны заявили, что будут стремиться создать объединённый Кипр, который будет как единое государство — федеративным, двухзональным и двухобщинным. Тем не менее в октябре 2014 года переговоры по этому вопросу были вновь прерваны после того, как турецкое научно-исследовательское судно в сопровождении военных кораблей начало сейсморазведку полезных ископаемых в исключительной экономической зоне и на шельфе Кипра.

### Международные санкции
Против Северного Кипра действуют международные санкции в нескольких областях. Экономическое эмбарго по отношению к Северному Кипру поддерживается ООН, а его применение Европейским союзом соответствует решению Европейского суда, принятому в 1994 году.
Санкции против Северного Кипра активно продвигаются греками-киприотами. Среди организаций, которые отказываются иметь дело с общиной турок-киприотов, можно назвать Всемирный почтовый союз, Международную организацию гражданской авиации и Международную ассоциацию воздушного транспорта. Экономическое эмбарго значительно усугубилось после решения Европейского суда в 1994 году, когда сертификаты на продукты питания, выданные Северным Кипром, были признаны неприемлемыми для Европейского союза. Экспорт товаров и полёты с Северного Кипра осуществляются через Турцию.
Турки-киприоты также сталкиваются с санкциями в сфере спорта и культуры; их команды не могут проводить международные матчи, их спортсмены не могут участвовать в международных соревнованиях, если только они не представляют другую страну, многие музыканты и музыкальные группы отказываются выступать на Северном Кипре.

## Международные отношения
Турецкая Республика Северного Кипра официально не признаётся государствами-членами ООН, кроме Турции (сама Турция при этом не признаёт легитимности правительства Республики Кипр). При этом ТРСК входит в Организацию исламского сотрудничества и Организацию тюркских государств как наблюдатель.
Турция держит на территории ТРСК своё посольство, ТРСК в Турции — посольство и консульства. В ряде других стран находятся неофициальные представительства ТРСК, де-факто являющиеся посольствами. Дипломатические представительства и консульские учреждения Турецкой Республики Северного Кипра расположены в нескольких государствах. В остальных странах интересы ТРСК представляет Турция. Австралия, США, Великобритания, Германия, Франция и ЕС в целом имеют свои представительства в Лефкоше. В Северной Никосии находятся резиденции послов США и Британии; впрочем, поскольку они находились там и до разделения острова, это не означает признания ТРСК.
Решение Европейского суда по правам человека
Европейский суд по правам человека 12 мая 2014 года постановил, что Турция должна выплатить Кипру 30 миллионов евро за моральный вред, нанесённый родственникам арестованных турецкими оккупационными властями и пропавших затем без вести греков-киприотов, и 60 млн евро за моральный вред блокированному на полуострове Карпасия греческому населению. Тем самым Европейский суд в очередной раз подтвердил, что он признаёт только одну государственную формацию на острове, Республику Кипр, часть территории которой оккупирована Турцией. Турецкая пресса встретила новость заголовками «Головная боль для Анкары?». Министр иностранных дел Турции Ахмет Давутоглу заявил, что его страна не намерена исполнять решение Европейского суда по правам человека.

## Экономика

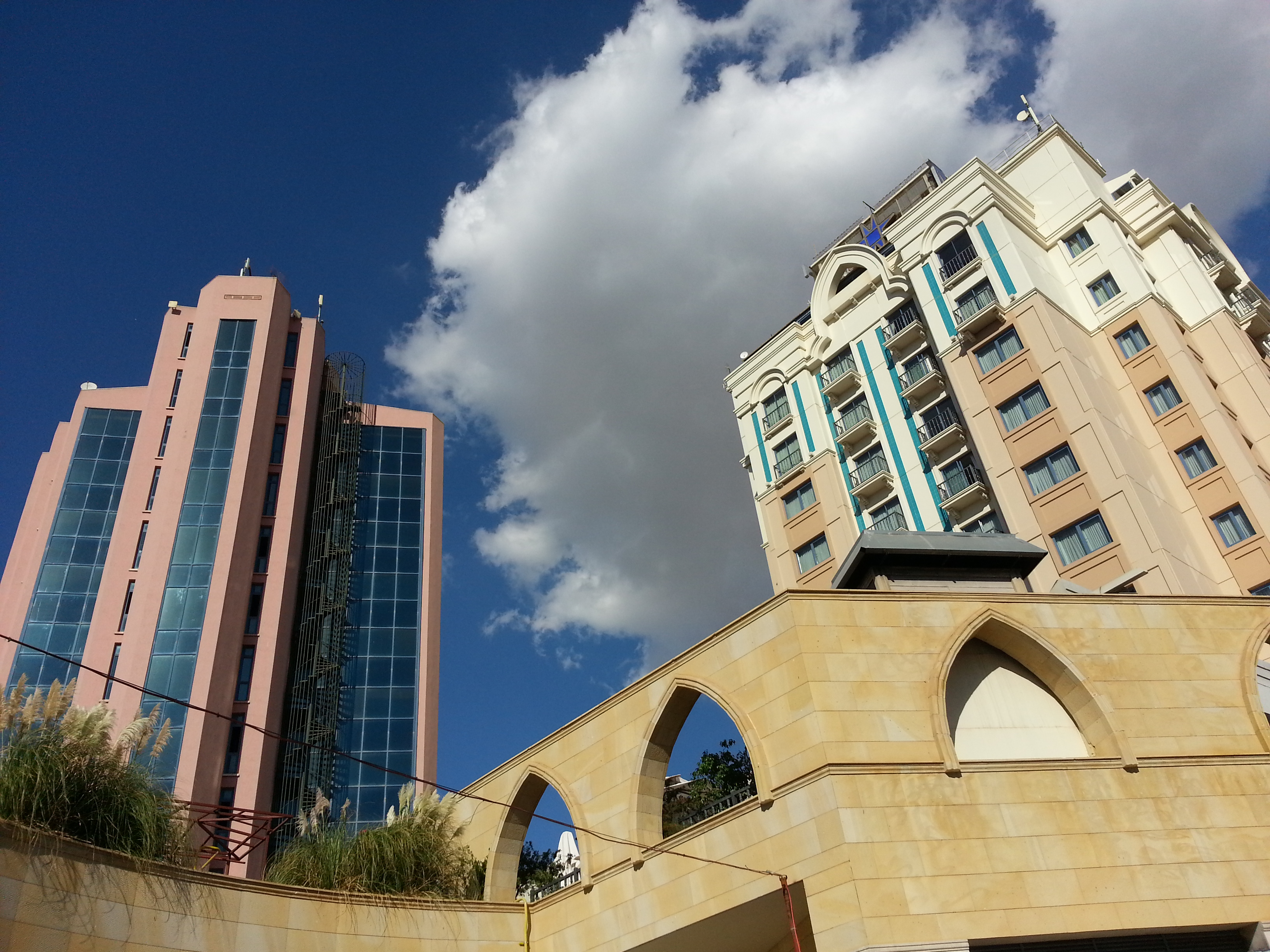
Бизнес-центр в Никосии

В экономике Турецкой Республики Северного Кипра доминирует сфера услуг (до 70 % ВВП), существуют также сельское хозяйство (10 % ВВП) и лёгкая промышленность (20 % ВВП). Одной из основных ниш бизнеса является сфера образования: на Северном Кипре есть 6 частных университетов, большое количество колледжей и школ, таких как English School of Kyrenia. Также развита сфера строительства недвижимости. Другим столпом экономики Турецкой Республики Северный Кипр можно назвать частный сектор медицинского обслуживания.
В качестве валюты используется турецкая лира (TRY), но широко практикуется оплата другими валютами, такими, как евро (EUR), доллар США (USD) или английский фунт стерлингов (GBP).
В связи с отсутствием международного признания, все внешнеторговые операции ТРСК могут идти только через Турцию.
Экономика ТРСК зависит от помощи Турции. В 2003—2006 годах было получено 550 млн долларов. С 2013 по 2015 годы Турция выделила пакет помощи в размере 30 млрд турецких лир.
В 2015 году с территории Турции на Северный Кипр был проложен подводный водопровод для обеспечения жителей острова пресной водой. Также имеются планы по строительству подводного силового кабеля.

### Туризм
Туризм влияет на развитие Северного Кипра, его доля в ВВП является значительной. Большинство туристов прибывают из Турции, Великобритании и других европейских стран. Доходы от туризма в 2011 году составили 400 млн $.

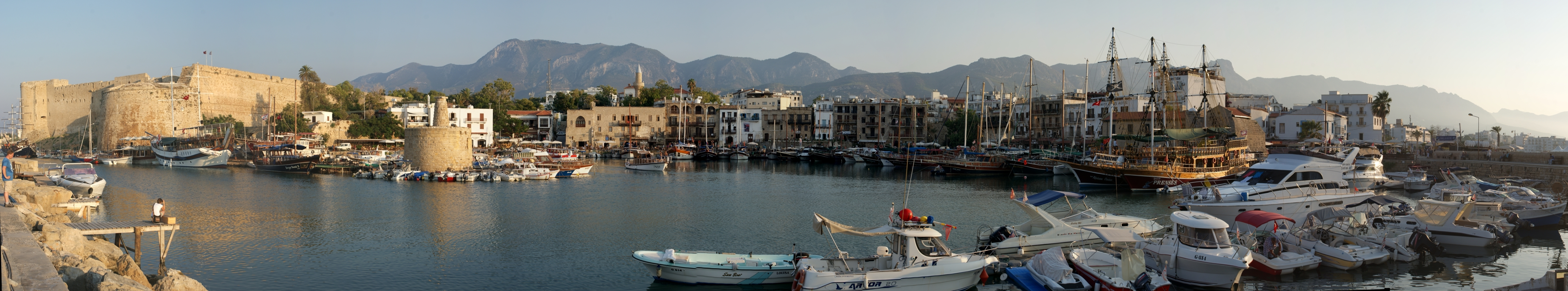
Старая гавань Гирне

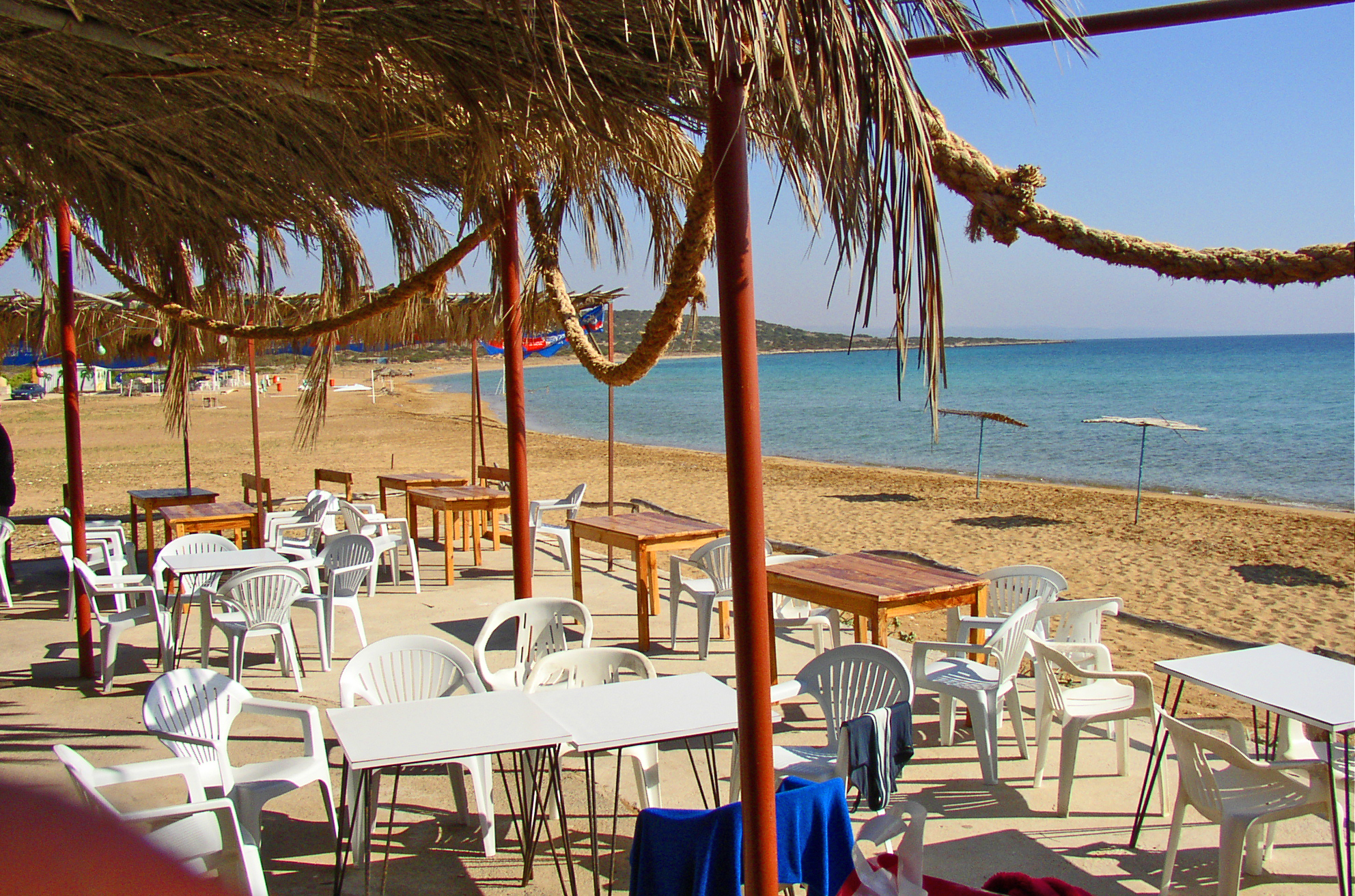
Пляж на Северном Кипре

|   | Страна                          | 2003 (чел.) | % (2003) | 2012 (чел.) | % (2012) | 2013 (чел.) |
| - | ------------------------------- | ----------- | -------- | ----------- | -------- | ----------- |
| 1 | Турция                          | 340 000     |          | 904 000     |          |             |
| 2 | Великобритания                  |             |          | 47 160      |          |             |
| 3 | Великобритания (турки-киприоты) |             |          | 26 200      |          |             |
| 4 | Германия                        |             |          | 23 580      |          |             |
| 5 | Иран                            |             |          | 20 960      |          |             |
|   | Итого                           | 470 000     |          | 1 166 000   |          |             |

### Финансы
В качестве валюты используется турецкая лира.

#### Нумизматика
В 2010 году Северный Кипр неофициально выпустил набор из 8 сувенирных монет, четыре из которых — биметаллические.
На аверсе всех монет изображён герб страны. На реверсе каждой из восьми монет — представители животного и растительного мира Северного Кипра. На 5 лирах — кипрский муфлон, на 2½ лирах — голубь, на 1 лире — бабочка. Реверсы монет номиналами 5, 10, 25 и 50 курушей содержат изображения местных растений, на монете самого маленького номинала, 1 куруш, размещены полумесяц со звездой — национальный флаг Северного Кипра.
В 2011 году республика выпустила медно-никелевую монету номиналом 20 лир, на которой изображён османский султан Селим II. На реверсе монеты изображён герб Северного Кипра.

## Транспорт и связь

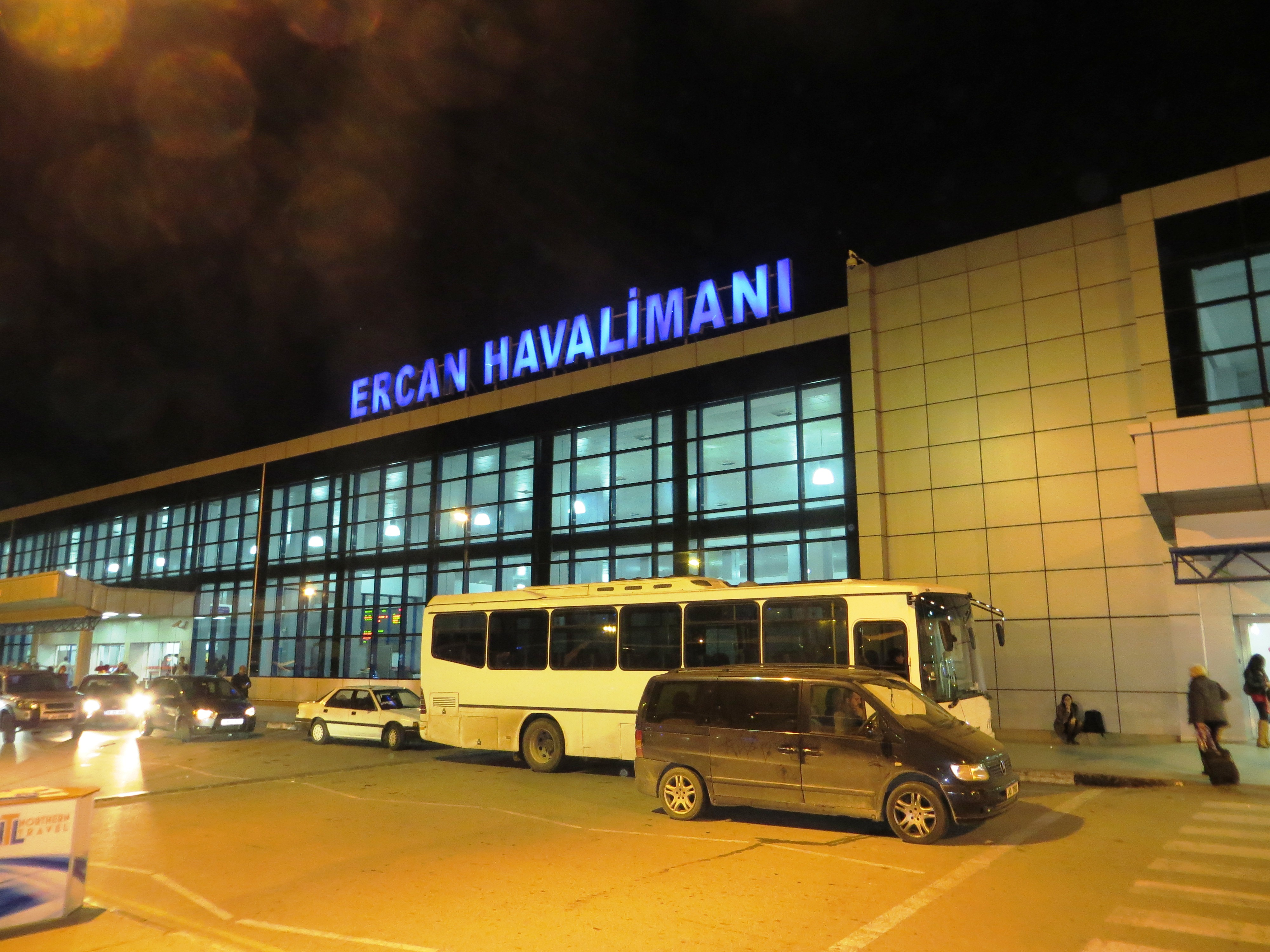
Аэропорт Эрджан

Турецкая Республика Северного Кипра зависит от военной и экономической помощи Турции. Все экспортно-импортные операции (и связь) осуществляются через Турцию. Для осуществления международных телефонных звонков используется телефонный код «+90 392», в котором использованы цифры международного телефонного кода Турции «+90» и обычный турецкий код города. В республике действуют два сотовых оператора: Kuzey Kıbrıs Turkcell и KKTC Telsim.
Взаимное использование Интернета на мобильных телефонах от операторов Южного Кипра (на Северном Кипре) и операторов Северного Кипра (на Южном Кипре) началось по обе стороны острова с 30 сентября 2019 года.
Техническая работа, касающаяся взаимного использования интернета на мобильных телефонах между операторами Северного Кипра и Южного Кипра была завершена после принятого в июле решения об использовании мобильной связи по обе стороны острова в качестве меры укрепления доверия между общинами.
В сети Интернет домен Северного Кипра является доменом второго уровня — «.nc.tr», под турецким доменом первого уровня «.tr», а обычная почта должна адресоваться через Мерсин 10 (Турция).
Полёты в Турецкую Республику Северного Кипра осуществляются через аэропорт Эрджан (тур. Ercan, греч. Τύμβου). При этом любой самолёт, направляющийся на Северный Кипр, должен сначала приземлиться в одном из аэропортов Турции. Действует безвизовый режим для всех граждан мира (кроме Сирии, Нигерии, Туркменистана и Армении).
Морские порты Северного Кипра объявлены Республикой Кипр закрытыми для всех судов, кроме турецких, со времени турецкой оккупации 1974 года. Суда, зарегистрированные в Турецкой Республике Северного Кипра, также имеют свободный доступ к морским портам Турции. Корабли же под флагом непризнанной Турцией Республики Кипр в турецкие порты не допускаются.
Посещение Республики Кипр гражданами Турецкой Республики Северного Кипра в настоящее время (2019 год) осуществляется беспрепятственно.

## Культура

### Образование

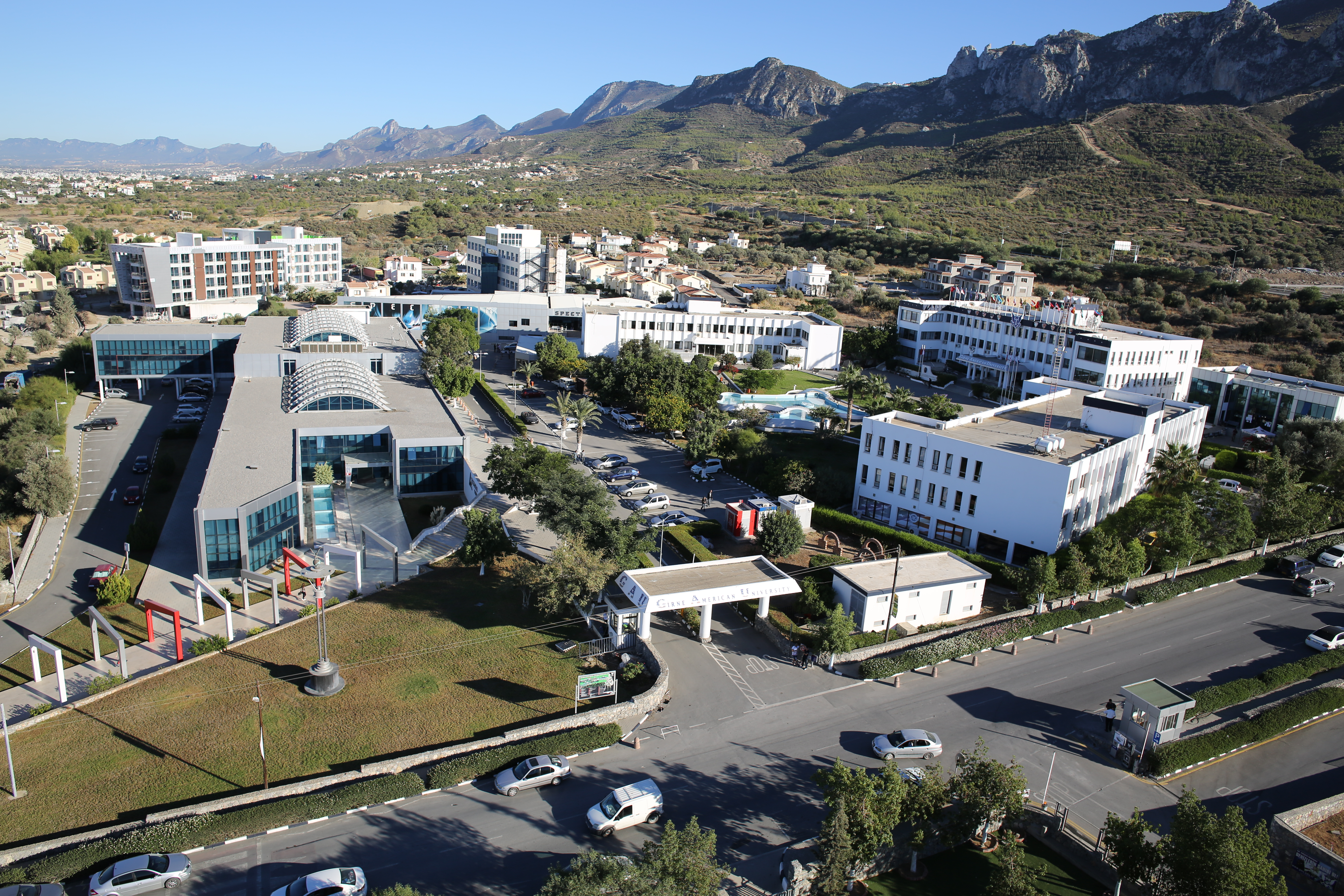
Американский Университет Гирне

В 2004 году в школах Турецкой Республики Северного Кипра началась реформа образования, в ходе которой были внесены важные изменения в учебники истории. Из учебников были удалены некоторые националистические элементы. Вместо выражения «наша родина Турция» чаще стало употребляться выражение «наша родина Кипр», а вместо слов «турки» и «греки» чаще стали употребляться слова «турки-киприоты», «греки-киприоты» или просто «киприоты». До этого в турецких школах Турецкой Республики Северного Кипра 1974 год описывался как год начала освобождения турок от греческого гнёта, а преподавание истории Кипра обычно начиналось с момента аннексии острова Османской империей в 1571 году. В старых учебниках истории греки-киприоты назывались словом «рум» (или «урум»), которым в Османской империи традиционно обозначалось население Византии. Аналогичные реформы по удалению националистических перегибов из школьных учебников истории были в последние годы проведены и в греческой части Кипра.
На территории ТРСК также находятся ряд известных университетов:
- Восточно-средиземноморский Университет (Eastern Mediterranean University);
- Ближневосточный университет (Near East University);
- (Американский университет Гирне[англ.]);
- Филиал Ближневосточного технического университета (Middle East Technical University — N. Cyprus Campus);
- Европейский университет Лефке (European University of Lefke);
- (Международный университет Кипра[англ.]).
- Международный университет Финал (Final International University)

### СМИ
Официальная телерадиокомпания Турецкой Республики Северного Кипра «Байрак» ведёт передачи по двум каналам телевидения на турецком, английском и греческом. Кроме четырёх каналов внутреннего радиовещания — международный радиоканал Турецкой Республики Северного Кипра «Байрак Интернешнл» осуществляет вещание на английском, французском, греческом, арабском, русском и немецком языках.

### Религия

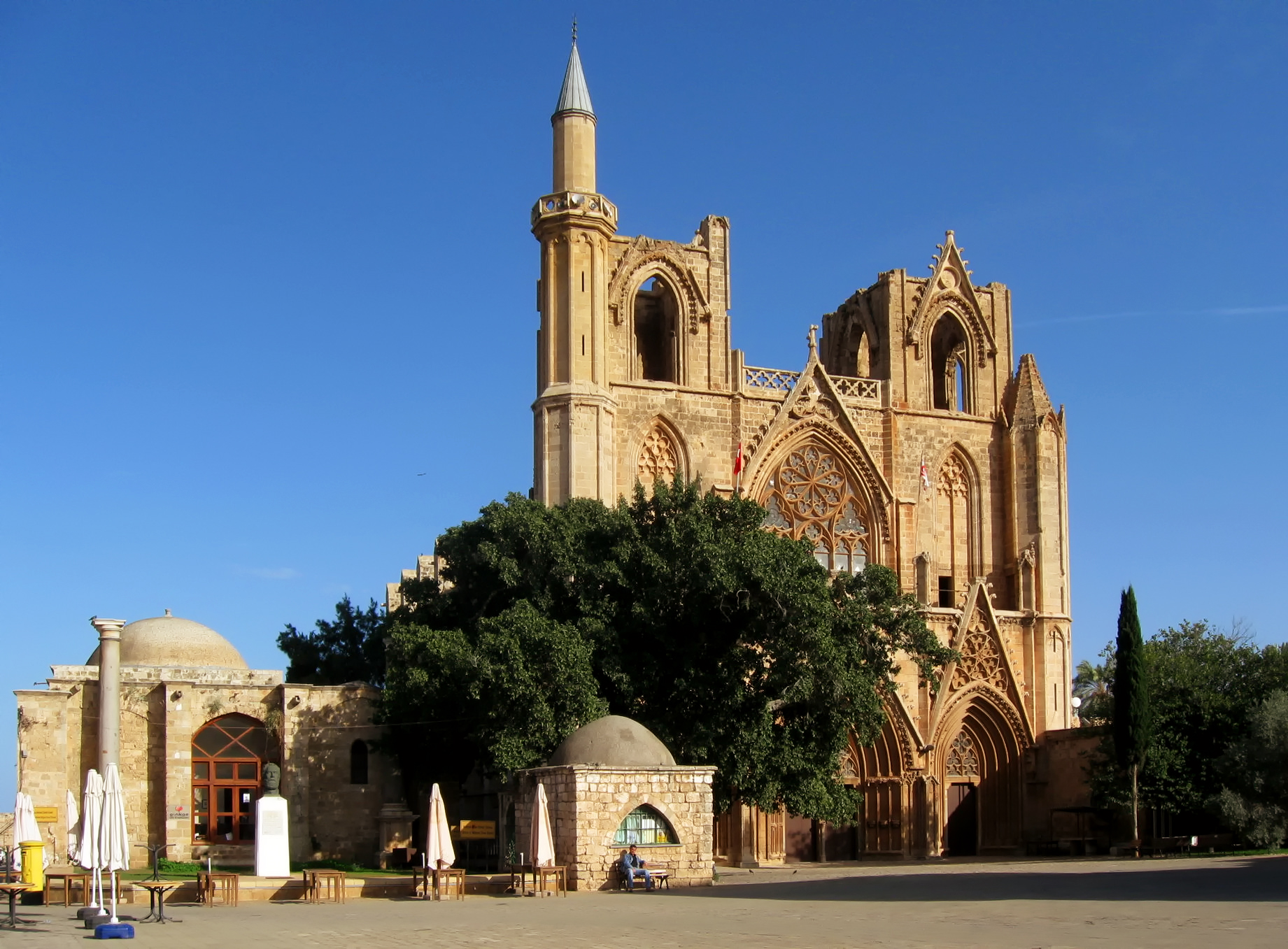
Мечеть Лала Мустафа Паша

ТРСК является светским государством, по подобию Турции.
Основной религией является ислам суннитского толка. На Северном Кипре действуют Кипрская Православная Церковь, Русская Православная Церковь Заграницей, Католическая Церковь, Англиканская Церковь, Протестантская Церковь.
Кипрская Православная Церковь ежемесячно совершает богослужения в храме Святого Георгия Эскоринос, который расположен в Фамагусте. На престольные праздники богослужения совершаются в монастыре св. апостола Варнавы и в монастыре святого Мамаса (Мамонта) в Морфу (Гюзельюрт).
Русская Православная Церковь Заграницей (под омофором митрополита Агафангела) представлена приходом во имя святителя Спиридона Тримифунтского. Богослужения проходят еженедельно в храме Пресвятой Богородицы, которая расположена в деревне Арапкой (Клепини). На Пасху и Рождество Христово богослужения проводятся в храме св. Георгия Победоносца в Кирении (Гирне).
Католическая Церковь проводит регулярные богослужения в храме, который расположен в центре Кирении (Гирне), рядом с отелем Савой.
Англиканская Церковь имеет два регулярно действующих прихода в Кирении (Гирне) и в Фамагусте.

### Праздники
| Дата       | Название на русском                            | Турецкое название                       | Примечания |
| ---------- | ---------------------------------------------- | --------------------------------------- | --- |
| 1 января   | Новый год                                      | Yılbaşı                                 | |
| 23 апреля  | День национальной независимости и детей Турции | Ulusal Egemenlik ve Çocuk Bayramı       | Праздник проходит в тот же день, что и в Турции, он связан с открытием Великого Национального собрания Турции в Анкаре в 1920 году. |
| 1 мая      | День труда (Labour Day)                        | İşçi ve Bahar Bayramı                   | |
| 19 мая     | День памяти Ататюрка, молодёжи и спорта        | Atatürk'ü Anma, Gençlik ve Spor Bayramı | Отмечается совместно с Турцией, связан с движением, начатым в 1919 году высадкой Ататюрка в Самсуне .                               |
| 20 июля    | День мира и свободы                            | Barış ve Özgürlük Bayramı               | См. Турецкое вторжение на Кипр. |
| 1 августа  | День социального сопротивления                 | Ulusal Direniş Bayramı                  | Годовщина основания Турецкой организации сопротивления.                                                                             |
| 30 августа | День Победы                                    | Zafer Bayramı                           | Отмечается совместно с Турцией, связан с победой в битве при Думлупынаре, завершившей Войну за независимость Турции в 1922 году.    |
| 29 октября | День Турецкой Республики                       | Cumhuriyet Bayramı                      | Отмечается совместно с Турцией. |
| 15 ноября  | День Республики                                | Cumhuriyet Bayramı                      | Отмечается в честь принятия Декларации независимости Северного Кипра.                                                               |

Также некоторые мусульманские праздники отмечаются как государственные:
| Дата        | Название на русском | Название на турецком |
| ----------- | ------------------- | -------------------- |
| переходящий | Ураза-байрам        | Ramazan Bayramı      |
| переходящий | Курбан-байрам       | Kurban Bayramı       |

## Вооружённые силы

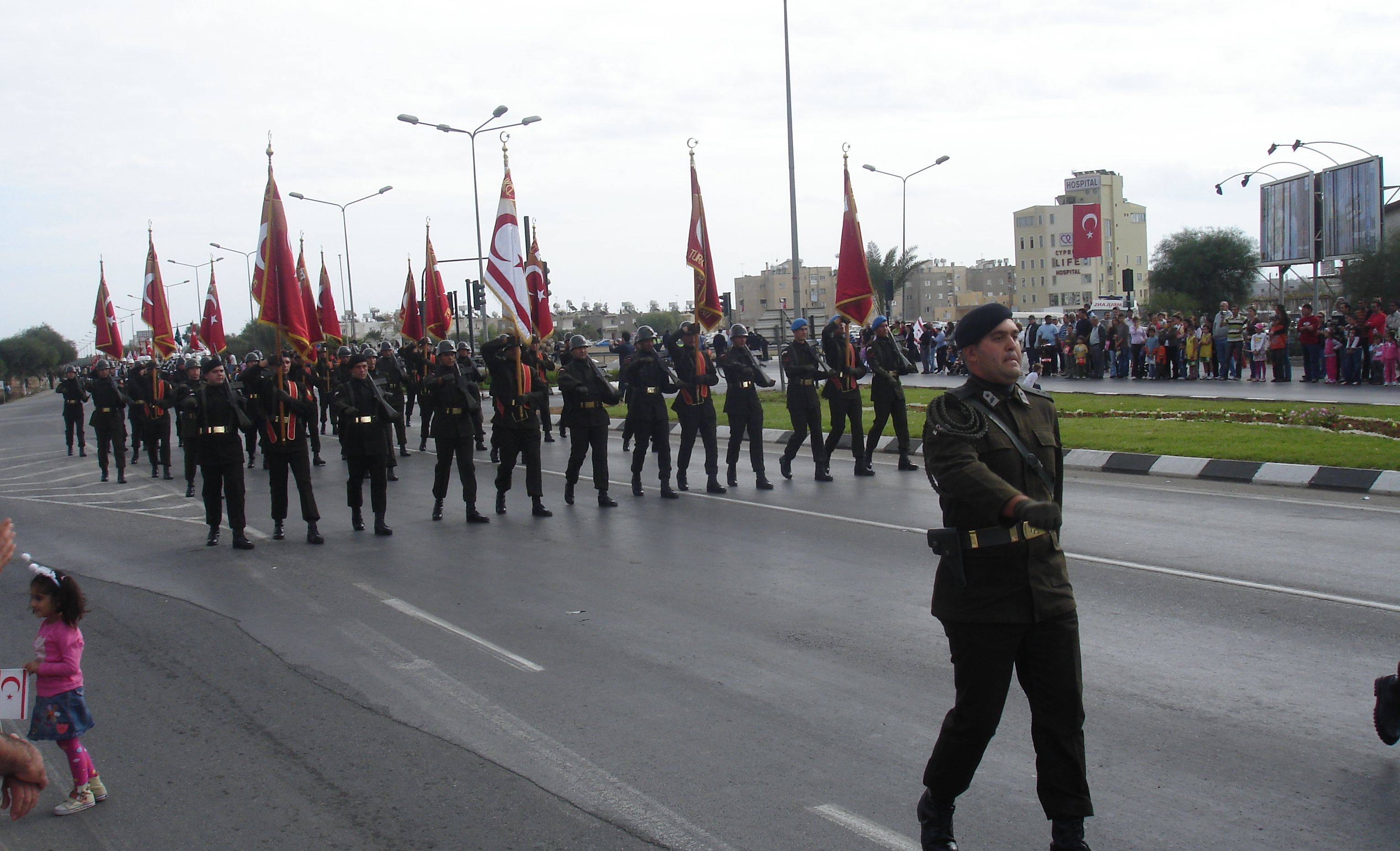
Солдаты из Командования сил безопасности выступают во время парада по случаю Дня Республики

Турецкая Республика Северного Кипра содержит Силы Безопасности (четыре пехотных полка, суммарно — 7 боевых батальонов) численностью около 3,5 тыс. чел., формируемые по призыву из мужчин в возрасте от 18 до 40 лет. Дополнительно существует запас первой очереди в 11 тыс. чел., второй 10 тыс. чел, и третьей — 5 тыс. чел. в возрасте более 50 лет. СБТК возглавляются бригадным генералом Вооружённых сил Турции, и выполняют роль внутренних войск и пограничной охраны.
На вооружении имеется 73 миномёта (в том числе 120 мм) и 6 ПТРК «Милан». Кроме того, в Береговой охране состоят 5 сторожевых катеров — 2 турецких SG45/SG46, 1 «Денкташ», 2 американских Mk 5.
В дополнение к ним, в Турецкой Республике Северного Кипра дислоцирован 11 армейский корпус (11 АК) Вооружённых сил Турции (ВС Турции), состоящий из двух мотопехотных дивизий (28 мпд и 39 мпд), 14 отдельной бронетанковой бригады (14 обртбр), механизированной бригады «Турдик», а также из частей и подразделений прямого подчинения. Общая численность 11 АК ВС Турции составляет свыше 40 тысяч человек.
На вооружении 11-го АК имеется:
- 450 танков M48A2/5T, 627 БТР: 361 AAPC, 266 M-113;
- 90 САУ M-44T (155 мм), 102 буксируемых орудия: 72 M101A1 (105 мм), 18 M-114A2 (155 мм), 12 M115 (203 мм), 450 миномётов: 175 81 мм, 148 M-30 (107 мм), 127 HY-12 (120 мм), 6 РСЗО T-122 (122 мм);
- 114 ПТРК: 66 «Милан», 48 «Тоу»;
- более 60 зенитных орудий Rh 202 (20 мм), 16 GDF-003 (35 мм), 48 M-1 (40 мм);
- 3 самолёта «Цессна-185», 4 вертолёта: 1 AS532UL, 3 UH-1H.

## Турецкие названия
Ряд городов и местностей Северного Кипра имеют на греческих и турецких картах и дорожных указателях различные названия.
- Никосия (Левкосия) — Лефкоша
- Фамагуста (Аммохостос) — Газимагуса (Магуса)
- Кирения — Гирне
- Морфу — Гюзельюрт
- Трикомо — Искеле
- Ризокарпасо — Дипкарпаз
- горный хребет Кирения — Бешпармак
- гора Пендадактилос — Бешпармак-Даглары
- Дикомо — Дикмен